# Norman Bentwich

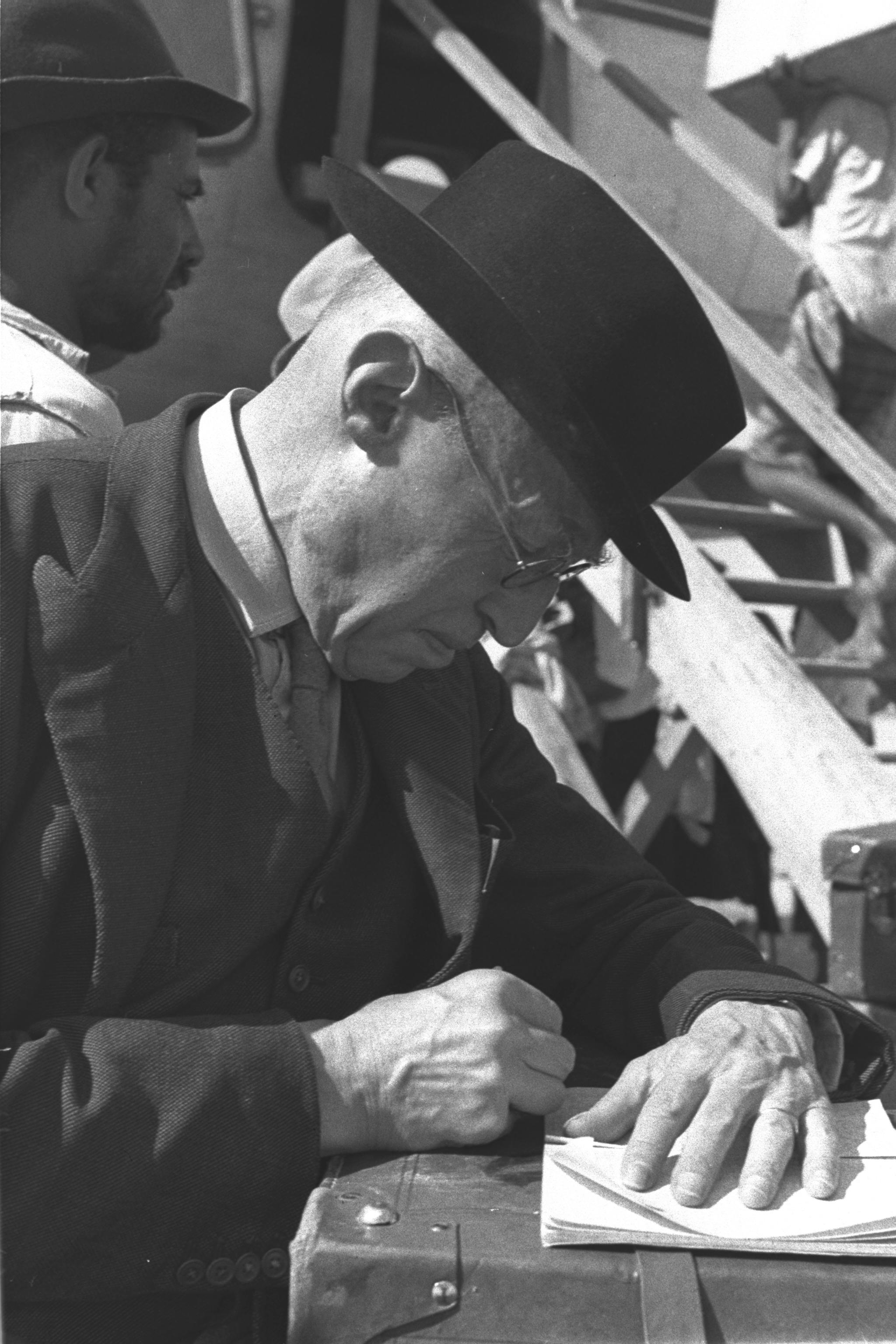
David Eldan: Norman Bentwich, 1950

Norman De Mattos Bentwich OBE MC (geboren 28. Februar 1883 in London; gestorben 8. April 1971 ebenda) war ein britischer Rechtsanwalt, Rechtsgelehrter, Zionist und zeitweise Attorney General im britischen Völkerbundsmandat für Palästina.

## Leben
Norman Bentwich war ein Sohn des britischen Anwalts und führenden Zionisten Herbert Bentwich. Nach dem Besuch der St. Paul’s School in London studierte er am Trinity College (Cambridge) und erhielt 1908 die Zulassung als Barrister am Lincoln’s Inn. Er war zwischen 1907 und 1912 Delegierter bei den Zionistenkongressen. Ab 1913 war er als Jurist in der Britischen Kolonialverwaltung in Kairo eingesetzt und wurde im Ersten Weltkrieg als Major Teil der Britischen Armee an der Palästinafront. Bentwich heiratete 1915 Helen Franklin (1892–1972), eine Nichte des Politikers und ersten Hochkommissars in Palästina Herbert Samuel.
Nach der Niederlage des Osmanischen Reiches erhielt Großbritannien vom Völkerbund die Mandatsherrschaft über Palästina. Bentwich hatte in der Mandatsverwaltung von 1920 bis 1931 die Position eines Attorney General und damit des führenden Juristen. Er sorgte für die Kodifizierung eines britischen Rechtssystems im Mandatsgebiet. Obschon seine Politik dem Brit Schalom nahestand, führten seine Maßnahmen zum Unmut unter den Palästinensern, die in seinen Gesetzen und Verwaltungsanordnungen eine Bevorzugung der zionistischen Interessen sahen. 1930 erfolgte ein terroristischer Anschlag auf sein Leben. Die englische Regierung hatte ihn bereits nach den Unruhen von 1929 entmachtet und Bentley suchte 1930 in England Unterstützung für eine erneute Installierung in Palästina, stattdessen wurden ihm Mauritius oder Britisch-Zypern als Einsatzorte angeboten. 1931 wurde er vom Kolonialministerium aus seiner Position entlassen.
Im Jahr 1932 war Bentwich Professor für Internationale Beziehungen an der Hebrew University of Jerusalem. Nach der Machtübergabe an die Nationalsozialisten in Deutschland 1933 wurde er beim Völkerbund Direktor der von James Grover McDonald geleiteten „Kommission für die Flüchtlinge aus Deutschland“. McDonald erklärte 1935 das Scheitern der Kommission. 1938 war er als Ehrenvorsitzender des Central British Fund for German Jewry (CBF) und seine Frau an der Organisation der Kindertransporte beteiligt und sorgte mit David Cohen für den Transit der Kinder durch die Niederlande. Während des Zweiten Weltkriegs arbeitete Bentwich in England für britische Regierungsstellen. Das nationalsozialistische Deutschland setzte ihn auf die Sonderfahndungsliste G.B.
Nach Ende des Zweiten Weltkriegs kehrte er bis 1951 an die Jerusalemer Universität zurück, er lehrte außerdem 1929, 1934 und 1955 an der Haager Akademie für Völkerrecht. Er wurde Präsident der 1948 gegründeten United Restitution Organization, für die er durch seine Einflussmöglichkeiten auf die Britische Besatzungsverwaltung in Deutschland die Arbeit erleichterte.
Bentwich schrieb eine Vielzahl von Büchern, so eine Biografie über Judah Leon Magnes, und war vielfältig ehrenamtlich tätig, so als Präsident der „Jewish Historical Society of England“, Mitherausgeber des „Jewish Review“ und von 1944 bis 1946 als Leiter des britischen National Peace Council. 1958 wurde er noch Vorsitzender der jüdischen Gemeinde der „North-Western Reform Synagogue“ in London.

## Schriften (Auswahl)
- Philo-Judaeus of Alexandria, Jewish Publication Society of America, Philadelphia, 1910.
- The Declaration of London, with an introduction and notes and appendices, E. Wilson, London, 1911.
- Students leading cases and statutes on international law, Sweet & Maxwell, London, 1913.
- Josephus, Jewish Publication Society of America, Philadelphia, 1914.
- Palestine of the Jews. Past, Present, and Future, Kegan Paul, Trench, Trubner & Co. Ltd., London, 1919.
- Hellenism, The Jewish publication society of America, Philadelphia, 1919.
- The Mandates System, Longmans, London, 1930.
- England in Palestine, Kegan Paul, Trench, Trubner & Co. Ltd., London, 1932.
- Palestine, Benn, London, 1934.
- Fulfilment in the Promised land, 1917–1937, Soncino Press, London, 1938.
- „Perfides Albion?“ : England und die Engländer. Tel-Aviv : Hrsg. von der Hitachduth Olej Germania we Olej Austria, 1939
- Judaea lives again, V. Gollancz, London, 1943.
- The Rescue and achievement of refugee scholars, the story of displaced scholars and scientists, 1933–1952. The Hague : M. Nijhoff, 1953.
- For Zion's Sake. A Biography of Judah L. Magnes. First Chancellor and First President of the Hebrew University of Jerusalem, Jewish Publication Society, 1954.
- The Jews in our Times, Penguin Books, Harmondsworth, 1960.
- Israel Resurgent, Ernest Benn, London, 1960.
- My 77 years : an account of my life and times, 1883–1960, Jewish Publication Society of America, Philadelphia, 1961.
- mit with Helen Bentwich: Mandate Memories, The Hogarth Press, London, 1965.
- Israel : two fateful years, 1967–69, Elec, London, 1970.